# Radio Republik Indonesia
Radio Republik Indonesia (RRI, Lembaga Penyiaran Publik Radio Republik Indonesia) – indonezyjski publiczny nadawca radiowy. Powstał w 1945 roku.